# Dharmadhātu
Il Dharmadhātu (lett. "ambito della realtà assoluta" o "campo del reale") è il termine sanscrito che indica la nozione buddista, segnatamente buddista mahāyāna, circa l'"autentica natura dei fenomeni" e quindi della "realtà".
Nelle altre lingue asiatiche il termine sanscrito dharmadhātu è così reso:
- in cinese 法界 fǎjiè;
- in giapponese 法界 hokkai;
- in coreano 법계 pŏpkye o beopgye;
- in vietnamita pháp giới;
- in tibetano chos-kyi dbyings.

Tale "campo della realtà assoluta, è quell'ambito "non-dualistico" realizzato dai buddha, da coloro, quindi, in grado di percepire l'autentica natura di tutta la realtà, di tutte le "cose": la "vacuità" (śūnyatā) e la "talità" immutabili delle stesse (tathātā) nonostante il loro apparire, manifestarsi e scomparire.
Il Dharmadhātu si contrappone quindi al Lokādhātu, la "dimensione mondana" o "apparente" che indica invece il modo di percepire degli esseri ordinari, condizionati dall'ignoranza, che risulta essere frammentato, limitato e parziale, e dove le "cose" appaiono invece dotate di caratteristiche proprie (dharmin).